# 브라질 독립

페드루 아메리쿠의 그림 '독립이냐 죽음이냐'는 1822년 9월 7일 이피랑가 언덕을 묘사하며, 일부 사람들은 포르투갈에 대한 충성심을 나타내는 파란색과 흰색 완장을 벗어던지고 페드루 왕자의 명예 경비대가 그를 지지하는 모습을 묘사하고 있다.

브라질 독립(포르투갈어: Independência do Brasil)은 포르투갈 브라질 알가르브 연합왕국의 식민지 였던 브라질 왕국이 독립하여 브라질 제국이 된 것이다. 1822년 9월 7일, 페드루가 1822년 이피랑가 개울가에서 이피랑가의 외침으로 알려진 날 브라질의 독립을 선언하였다. 포르투갈은 1825년에 체결된 리우데자네이루 조약을 통해 공식적으로 이를 인정했다.